# Ruth Wilson

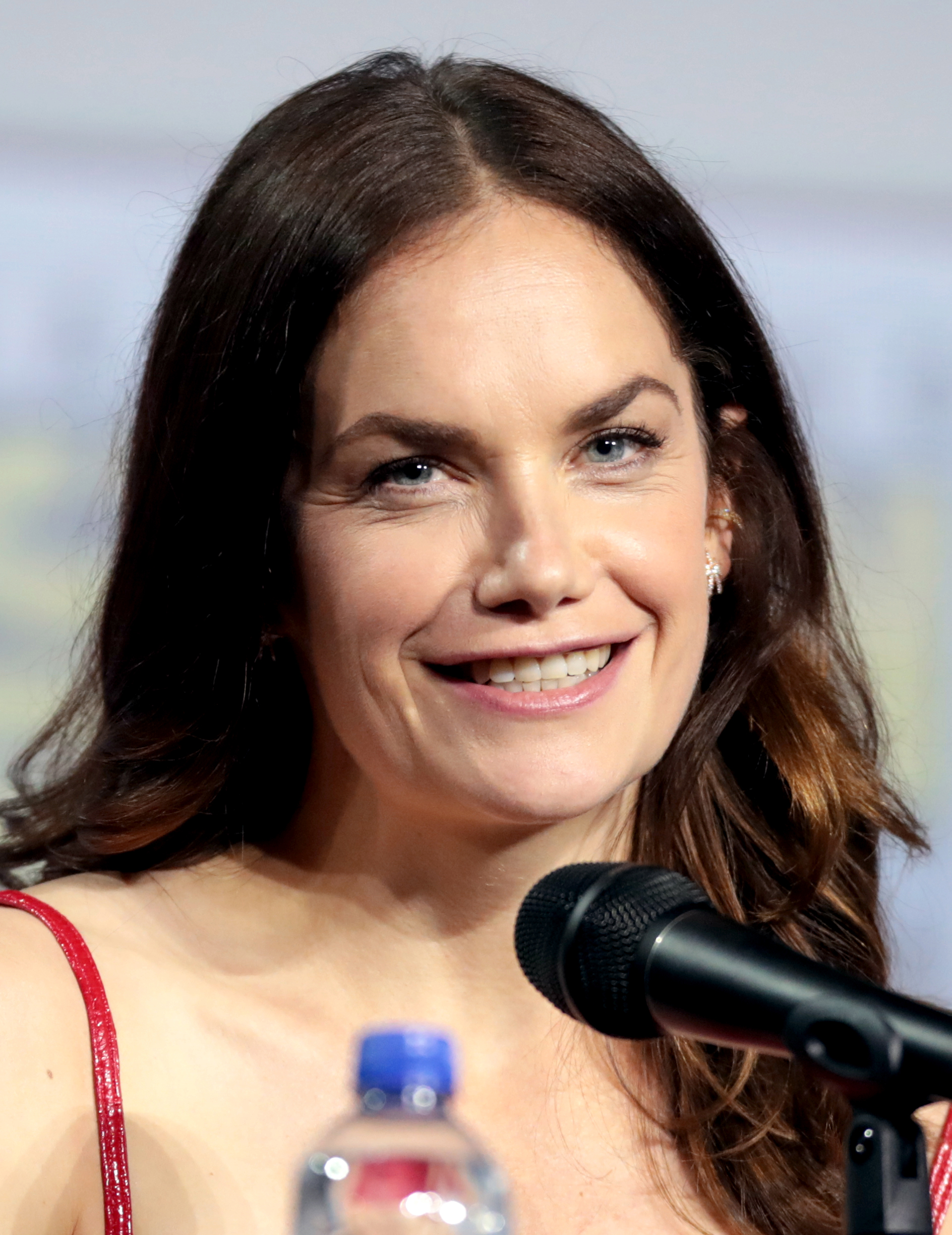
Ruth Wilson (2019)

Ruth Wilson MBE (* 13. Januar 1982 in Ashford, Kent) ist eine britische Schauspielerin und Hörbuchsprecherin.

## Leben und Karriere
Ruth Wilson wurde 1982 in Ashford in der südöstlich von London gelegenen Grafschaft Kent geboren. Aufgewachsen ist sie mit drei älteren Brüdern in Shepperton. Sie besuchte die Notre Dame School und das Esher College. Als Teenager begann sie als Model zu arbeiten, studierte dann aber Geschichte an der University of Nottingham, wo sie 2003 ihren Abschluss machte. Während ihrer Studienzeit in Nottingham war sie auch im Fach Drama am New Theatre Nottingham eingeschrieben. Ihr Schauspielstudium an der renommierten London Academy of Music and Dramatic Art beendete sie 2005.
Ihr Filmdebüt gab Wilson ebenfalls 2005 in der Fernsehserie Suburban Shootout – Die Waffen der Frauen. Die Titelrolle in der Fernseh-Miniserie Jane Eyre bescherte ihr eine größere Bekanntheit und Nominierungen als Beste Schauspielerin für den BAFTA-Award 2007 sowie den Golden Globe Award 2007. Im deutschsprachigen Raum wurde sie durch ihre Rolle der Alice Morgan in der im ZDF ausgestrahlten BBC-Krimiserie Luther bekannt. In der von Regisseur Joe Wright 2012 inszenierten Neuverfilmung von Leo Tolstois Anna Karenina verkörpert sie die Prinzessin Betsy. Für ihre Hauptrolle in der Serie The Affair erhielt sie 2015 den Golden Globe.
Wilson ist die Enkelin des Schriftstellers und MI6-Offiziers Alexander Wilson. In der britischen Miniserie Mrs. Wilson verkörpert sie ihre eigene Großmutter, Alison Wilson. Sie ist Mitgründerin von Hush Productions.

## Filmografie (Auswahl)
- 2005: Suburban Shootout – Die Waffen der Frauen (Fernsehserie, 10 Folgen)
- 2006: Jane Eyre (Miniserie, 4 Folgen)
- 2007: Agatha Christie’s Marple (Fernsehserie, Folge Nemesis)
- 2007: A Real Summer
- 2007: Capturing Mary
- 2008: The Doctor Who Hears Voices
- 2009: The Prisoner – Der Gefangene (The Prisoner, Fernsehserie, 6 Folgen)
- 2009: Small Island (Fernsehfilm)
- 2010–2019: Luther (Fernsehserie, 15 Folgen)
- 2012: Anna Karenina
- 2013: Lone Ranger (The Lone Ranger)
- 2013: No Turning Back (Locke, Stimme)
- 2013: Saving Mr. Banks
- 2014–2019: The Affair (Fernsehserie, 42 Folgen)
- 2015: Suite française – Melodie der Liebe (Suite française)
- 2016: I Am the Pretty Thing That Lives in the House
- 2017: How to Talk to Girls at Parties
- 2017: Dark River
- 2018: The Little Stranger
- 2018: Mrs. Wilson (Fernsehserie, 3 Folgen, auch als Produzentin)
- 2019–2022: His Dark Materials (Fernsehserie, 21 Folgen)
- 2021: Oslo
- 2021: True Things (auch als Produzentin)
- 2022: See How They Run
- 2023: The Woman in the Wall (Fernsehserie, 6 Folgen, auch als Produzentin)
- 2024: Family
- 2024: A Very Royal Scandal (Fernsehserie, 3 Folgen)

## Hörbücher (Auszug)
- 2024: Philip Pullman: His Dark Materials – erster Roman: His Dark Materials: The Golden Compass, Listening Library & Audible

## Nominierungen und Auszeichnungen

### Preise
- Olivier Award 2010: Beste Nebendarstellerin für das Theaterstück A Streetcar Named Desire
- Olivier Award 2012: Beste Hauptdarstellerin für das Theaterstück Anna Christie
- Golden Globe Awards 2015: Beste Hauptdarstellerin für The Affair

### Nominierungen
- British Academy Film Awards 2007: Beste Darstellerin für Jane Eyre
- Golden Globe Awards 2007: Beste Darstellerin für Jane Eyre
- Satellite Awards 2010 und Satellite Awards 2013: Beste Darstellerin in einer Miniserie oder in einem Fernsehfilm für Luther
- Phoenix Film Critics Society Awards 2013: Beste Schauspielerriege für Saving Mr. Banks
- Satellite Awards 2014, Satellite Awards 2016 und Satellite Awards 2017: Beste Hauptdarstellerin für The Affair
- British Independent Film Awards 2017: Beste Hauptdarstellerin für Dark River